# USS Ability (PYc-28)
El primer USS Ability (PYc-28) fue un yate en servicio en la US Navy usado en servicios de guerra antisubmarina durante la Segunda Guerra Mundial.
Fue construido como Reomar IV en el año 1926 en Bay City, Míchigan por los astilleros Defoe Shipbuilding Company, y fue adquirido por la armada estadounidense el 12 de marzo de 1942. Fue renombrado USS Ability y se le asignó el numeral PYc-28 y dado de alta el 28 de septiembre de 1942 con el teniente Lloyd R. Walker al mando.
Tras un periodo de pruebas, el USS Ability fue asignado en 1942 a la frontera marítima este, donde empezó a realizar tareas de patrulla. Entre marzo de 1943 y septiembre de 1944, el USS Ability fue asignado a la escuela de sonaristas de la flota con base en Key West, Florida, con la que participó en ejercicios de entrenamiento de guerra antisubmarina.
El buque fue dado de baja el 29 de septiembre de 1944, y asignado a la reserva naval como buque de entrenamiento Tompkinsville, Nueva York. El USS Ability fue puesto fuera de servicio el 19 de septiembre de 1945 y devuelto a la Comisión Marítima el 18 de mayo de 1946 para su enajenación.